# 2021 au Yémen
Cet article présente les faits marquants de l'année 2021 au Yémen.

## Évènements
- 26 février : Aux Yémen, Plus de 60 combattants ont été tués à Marib dans les affrontements entre rebelles et forces gouvernementales, la journée la plus sanglante depuis la reprise des combats dans cette région du nord du pays en guerre, selon des sources gouvernementales.
- 5 mars : Au Yémen, des combats entre rebelles et loyalistes à Marib font au moins 90 morts[1].
- 26-27 juin : des affrontements entre le gouvernement yéménite et les rebelles houtis pour le contrôle du Gouvernorat de Ma'rib provoquent au moins 111 morts[2].